# R1 (België)

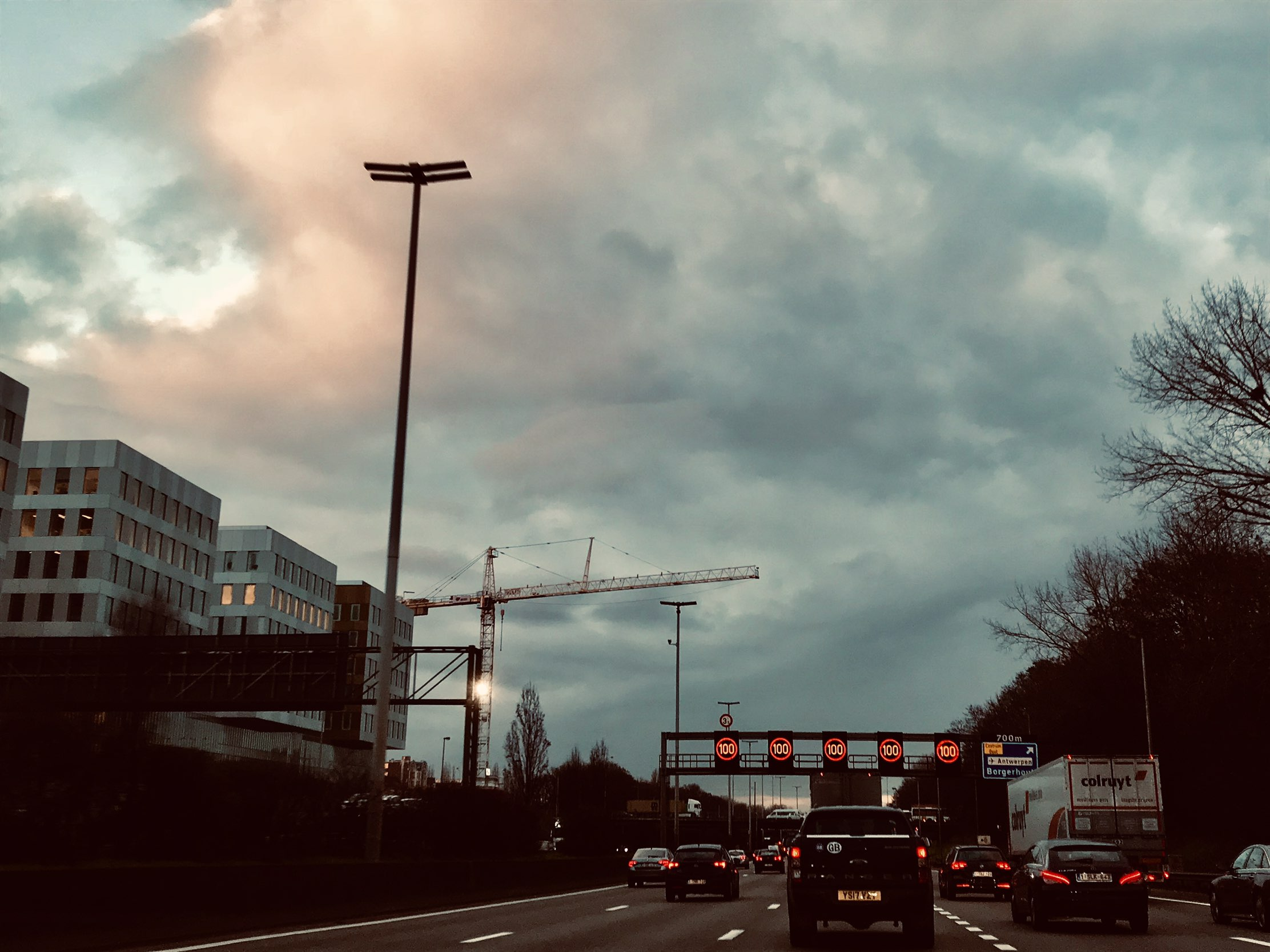
Afrit 3 richting Borgerhout in de avond

De R1 of de Ring door Antwerpen, meestal Antwerpse Ring genoemd, is een ringweg met autosnelwegstatuut in de stad Antwerpen.

## Ligging
De R1 begint in het noorden, als een voortzetting van de snelweg A1/E19 vanuit Nederland, en loopt vervolgens in wijzerzin omheen het zuidoosten van het stadscentrum. Hij is gelegen op de voormalige Brialmontomwalling waar de stad Antwerpen in 1957 in haar algemeen plan van de Antwerpse agglomeratie (APA) een stedelijke expresweg had voorzien voor lokale ontsluiting. In 1958 werd het tracé van de R1 (de kleine ring) samen met dit van de R2 (de grote ring) bij Koninklijk Besluit vastgelegd.
De snelwegen A12 naar Nederland, A13/E313-E34 naar het oosten van de provincie Antwerpen en naar Luik en Limburg en de A1/E19 en de A12 naar Brussel sluiten onderweg aan op de ring. Vervolgens duikt de R1 via de Kennedytunnel onder de Schelde door. Daarna begint nog de A14/E17 richting Gent en Kortrijk aan de R1, waarna de ringweg overgaat in de A11/E34 richting Zelzate en Knokke.

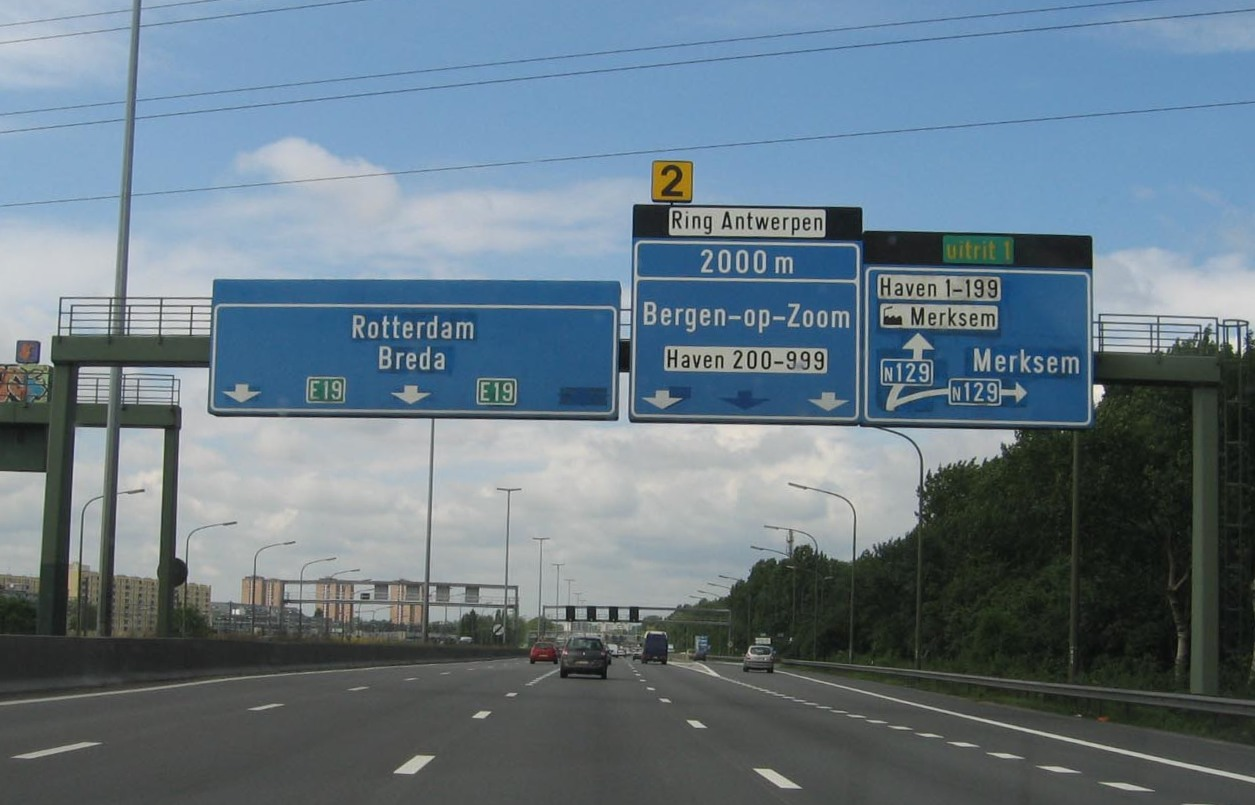
Ring Antwerpen richting Breda

## Oosterweelverbinding en Singel
De R1 op zich vormt geen volledige lus rond de stadskern; samen met stukjes A11 en A12 en de R2 wordt de oude stadskern en een groot stuk van het havengebied echter wel omsloten. Het masterplan 2020 van de Vlaamse Regering voorziet dat de ring tegen 2030 volledig moet zijn, met behulp van de Oosterweelverbinding, dit project liep meermaals vertraging op. 
Na de werken wordt de Kennedytunnel verboden voor vrachtverkeer. Oorspronkelijk was gehoopt dat zo veel capaciteit zou vrijkomen voor het personenverkeer. Uit de DAM-studies opgemaakt in februari 2010, na afloop van de volksraadpleging, blijkt de congestie ook na deze werken aanwezig blijft in de Kennedytunnel.
Na de bouw van de Oosterweelverbinding zou oorspronkelijk ook de zuidelijke R1 worden aangepakt om het doorgaande en stedelijke verkeer te scheiden. De huidige Singel (parallel met de Ring) zou versmallen en extra rijstroken zouden in de diepte aan de beide zijden van de R1 aangelegd worden als stedelijke ringweg. Door het huidige verkeer op de Singel naar een te bouwen stedelijke ringweg af te leiden zou de Singel autoluwer worden. Dit project werd de "Groene Singel" genoemd. De Vlaamse regering besliste in september 2010 om dit plan niet uit te voeren. In de loop van het overlegproces dat dit besluit voorafging, bleek dat de verbreding van de ring niet opportuun was. Als alternatief werd besloten om na de bouw van de ondertunnelde Oosterweelverbinding aan de oostzijde van Antwerpen te starten met de aanleg van de A102 en de ondertunneling van de R11. Door de combinatie van de beide aanvullende wegen zou er in 2030 een ontlasting mogelijk zijn van de R1.
Huidige toestand werken
In het kader van de Oosterweelwerken worden enkele afritten tijdelijk of tot het einde der werken afgesloten. Vanaf 18 oktober 2021 zijn de beide opritten in Merksem afgesloten. Sinds 19 februari 2023 werd de afrit Merksem, komende van Nederland, afgesloten tot 2030.

## Onderhoud
In 2004 en 2005 werd de R1 volledig opnieuw aangelegd. Dit was nodig aangezien het laatste structurele onderhoud al van 1977 dateerde. In een eerste fase, van juni tot oktober 2004, werd de R1 richting Noord onder handen genomen. Van maart tot juni 2005 kwam de R1 richting West aan de beurt. Hierbij werd de R1 van fundering tot wegdek opnieuw aangelegd, werden er nieuwe geleiderails geplaatst en zijn alle bruggen nagekeken. Ook de op- en afritten kregen een grondige beurt. Er werden eveneens borden bijgeplaatst om de verkeersgeleiding te verbeteren en files sneller aan te geven. Ten slotte werd er in de richting van Breda een rijstrook aangelegd net ten noorden van het viaduct aan het Sportpaleis (zie foto). In januari 2023 werden beschadigde brugvoegen aan het viaduct van Merksem hersteld. In januari passeren op dit stuk van de Ring dagelijks tot 64.000 voertuigen, de werken veroorzaakten dan ook lange files. De brug zal in 2025 afgebroken worden, maar sinds september 2022 waren enkele brugvoegen in zo'n slechte staat dat dringende herstellingen noodzakelijk waren.

## Verkeer
De Antwerpse Ring is na de Brusselse Ring, de drukste autosnelweg van België. Tussen Berchem en Antwerpen-Oost reden in 2018 op werkdagen in elke richting 138.000 tot 140.500 voertuigen waardoor dit het drukste stuk weg in Vlaanderen is. Er passeert veel vrachtverkeer, tussen 24.000 en 26.000 vrachtwagens per dag. De Ring is druk door verschillende oorzaken. Er is niet alleen vrachtverkeer naar de Antwerpse Haven, maar ook transport naar en van Nederland, Duitsland en Frankrijk. Ook vrijetijds- en toeristisch verkeer neemt naast het typische spitsverkeer toe. De snelweg is reeds verzadigd en bij een ongeval ontstaan snel files. Knelpunten zijn de tunnels en aansluitingen met andere autosnelwegen. De maximumsnelheid bedraagt 100 km/h. Via dynamische tekstborden (VMS) wordt verlaagde snelheid of informatie over files of wegenwerken aangegeven.